# Henri Pieper
Henri Pieper (Soest (Noordrijn-Westfalen), 30 oktober 1840–23 augustus 1898) was een Duitse ingenieur en zakenman.
In 1886 vestigde hij zich in Luik, en in deze Belgische stad zou hij zijn faam vinden. Hij richtte een wapenfabriek op en de eerste Belgische elektrische tram. Verder begon hij met de productie van fietsen, motorfietsen en auto's. Zijn bedrijf Ets. Pieper was het moederbedrijf van CIE in Luik.
Pieper vond een systeem uit om de energie die normaal bij het remmen verloren gaat op te slaan; dit ging het systeem-Pieper of Auto-Mixte heten.
Na zijn overlijden nam zijn zoon Nicholas Pieper de zaak over. In 1903 werd de firma overgenomen door Imperia.